# Loi relative aux droits des malades et à la fin de vie
Ne doit pas être confondu avec Loi relative aux droits des malades et à la qualité du système de santé.
Lire en ligne

Sur Légifrance : Texte de la loi ; Décrets d'applications : Directives anticipées, procédure collégiale, projet d'établissement ou de service social ou médico-social en matière de soins palliatifs ; dossier législatif

Loi du 4 mars 2002 relative aux droits des malades
La loi du 22 avril 2005 relative aux droits des malades et à la fin de vie, dite loi Leonetti, est une loi française adoptée le 12 avril 2005, promulguée le 22 avril 2005 et publiée au Journal officiel le 23 avril 2005. Cette loi est promulguée à la suite de la Loi relative aux droits des malades et à la qualité du système de santé du 4 mars 2002.
En 15 articles, cette loi modifie plusieurs dispositions du Code de la santé publique et du Code de l'action sociale et des familles. Elle porte le nom du député Jean Leonetti qui l'a proposée au vote du Parlement, avec l'agrément explicite du gouvernement.
Historiquement, vingt-sept ans auparavant en avril 1978, le sénateur Henri Caillavet a fait une proposition de loi relative au droit de vivre sa mort, rejetée par le Sénat en mai 1980. En mai 1989, les sénateurs Bœuf et Laucournet proposent une modification de l’article 63 du code pénal, rendant licite la volonté de mourir dans la dignité. Cette proposition est rejetée, car jugée caduque.

## Contenu
Le texte a pour objet d'éviter les pratiques d'euthanasie, et d'empêcher également l'acharnement thérapeutique (qualifié d'« obstination déraisonnable »  dans le traitement des malades en fin de vie). Il permet ainsi au patient de demander, dans un cadre défini, l'arrêt d'un traitement médical trop lourd et s'il le souhaite, l'administration de sédatifs provoquant son endormissement et la cessation de la douleur jusqu'à la fin de sa vie. Cette volonté peut notamment être exprimée par le biais de directives anticipées ou par le recours à une personne de confiance. Dans le même temps, cette loi propose de développer les soins palliatifs donnés aux patients en fin de vie, afin de prendre en compte leurs souffrances.
Une distinction nette est ainsi tracée entre le traitement médical, qui peut être interrompu s'il est jugé disproportionné par rapport à l'amélioration attendue, et les soins, dont la poursuite est considérée essentielle pour préserver la dignité du patient.
« Les professionnels de santé mettent en œuvre tous les moyens à leur disposition pour assurer à chacun une vie digne jusqu'à la mort. Si le médecin constate qu'il ne peut soulager la souffrance d'une personne, en phase avancée ou terminale d'une affection grave et incurable, quelle qu'en soit la cause, qu'en lui appliquant un traitement qui peut avoir pour effet secondaire d'abréger sa vie, il doit en informer le malade, [...] la personne de confiance, [...] la famille ou, à défaut, un des proches. » (CSP Article L1110-5).
« Ces actes ne doivent pas être poursuivis par une obstination déraisonnable. Lorsqu'ils apparaissent inutiles, disproportionnés ou n'ayant d'autre effet que le seul maintien artificiel de la vie, ils peuvent être suspendus ou ne pas être entrepris. Dans ce cas, le médecin sauvegarde la dignité du mourant et assure la qualité de sa vie en dispensant les soins visés à l'article L. 1110-10. » (CSP Article L1110-5).

## Unanimité à l’Assemblée nationale
En première lecture à l’Assemblée nationale le 30 novembre 2004, la loi relative aux droits des malades et à la fin de vie devient une des rares lois de la Ve République à être votée à l’unanimité des votes exprimés avec 548 voix pour et 0 contre sur 551 députés présents.

## Suites législatives
Un projet de loi sur ce thème est envisagé en juin 2013 par le gouvernement sur la base du rapport Sicard. Une proposition de loi  créant de nouveaux droits en faveur des malades et des personnes en fin de vie est déposée  par les députés Jean Leonetti et Alain Claeys dès le 27 février 2013. Ce texte  fait l'objet de plusieurs amendements avant d'être, le 25 avril 2013, renvoyé en commission. 
Le 2 février 2016 est promulguée la loi Leonetti-Claeys, finalement adoptée par l'Assemblée nationale après de longs débats. Le Code de la santé publique intègre les modifications intervenues à la suite de cette loi, notamment sur les soins palliatifs, les directives anticipées et la personne de confiance. La loi instaure également la sédation profonde et continue jusqu’au décès. 
En février 2017, une campagne nationale d’information pour que chaque Français connaisse ses droits et aborde le sujet sereinement, intitulée  « Parlons de fin de vie », est lancée à destination du grand public.
De son côté, Emmanuel Macron annonce une nouvelle loi sur la fin de vie portant notamment sur l’aide active à mourir. Elle devrait comporter trois parties : l’aide active à mourir, les soins palliatifs et les droits des patients.
L’ADMD insiste de son côté sur le respect absolu de la parole du patient, la nécessité de respecter la démocratie sanitaire et le droit des patients à décider pour lui-même ce qu’il convient de faire lorsqu’un diagnostic de maladie grave et incurable est posé. 

## Demandes d'évolutions
En février 2018, une tribune publique est déposée par 156 députés pour une évolution de la loi et un débat sur le même sujet est relancé, notamment par Marie Godard et Nathalie Debernardi, auditionnées par le CESE fin 2017, et dont les pétitions atteignent plus de 435.000 signatures au début du mois d'octobre 2019,.
L'élection présidentielle française de 2022 montre de nouveau une vision différente entre les partis de gauche et de droite.